# Himatione
Himatione es un género de aves paseriformes de la familia Fringillidae, que incluye dos especies endémicas de Hawái.

## Especies
- Himatione fraithii † Rothschild, 1892 – mielerito de Laysan;
- Himatione sanguinea (Gmelin, JF, 1788) – apapane.